# Max-Planck-Institut für Evolutionsbiologie
Das Max-Planck-Institut für Evolutionsbiologie ist eine Forschungseinrichtung der Max-Planck-Gesellschaft in Plön und widmet sich der evolutionsbiologischen Grundlagenforschung. Es ist gegenwärtig unterteilt in die Abteilungen Evolutionsökologie, Evolutionsgenetik und Evolutionstheorie und einige ergänzende Forschungsgruppen.

## Geschichte
Das Institut existiert in seiner heutigen Form seit März 2007. Zuvor trug das Institut den Namen MPI für Limnologie. Vorläuferinstitute waren die 1891 von Emil Otto Zacharias gegründete Biologische Station zu Plön, die 1917 von der Kaiser-Wilhelm-Gesellschaft als Hydrobiologische Anstalt unter Leitung von August Thienemann übernommen wurde. Die Deutsche Sundaexpedition von 1928/29, an der Thienemann maßgeblich beteiligt war, markiert den Beginn der tropischen Limnologie. Die Hydrobiologische Anstalt wurde 1948 von der Max-Planck-Gesellschaft übernommen. Die „Fuldastation“ (später Limnologische Flussstation) im hessischen Schlitz wurde dem Institut 1949 als Außenstelle angeschlossen. 1957 wurde Harald Sioli Geschäftsführender Direktor und selbständiger Abteilungsleiter der Hydrologischen Anstalt. Sie wurde 1966 umbenannt in MPI für Limnologie mit den Abteilungen Allgemeine Limnologie (Jürgen Overbeck) und Tropenökologie (Harald Sioli). 1978 erfolgte die Emeritierung Siolis. 1984 wurde die Abteilung Ökophysiologie unter Leitung von Winfried Lampert gegründet sowie die Arbeitsgruppe Tropenökologie unter Wolfgang Junk etabliert. Nach der Emeritierung Overbecks 1991 wurde die Limnologische Flussstation unter Peter Zwick zur selbständigen Arbeitsgruppe.
1999 wurde die Abteilung Evolutionsökologie unter der Leitung von Manfred Milinski etabliert. Hiermit, sowie mit der Emeritierung von Winfried Lampert und der Pensionierung von Peter Zwick, der Schließung der Limnologischen Flussstation sowie der Gründung der Abteilung Evolutionsgenetik unter der Leitung von Diethard Tautz im Jahre 2006 kam es zu einem großen Umbruch. Das Plöner Institut wurde mit Senatsbeschluss vom März 2007 umbenannt in Max-Planck-Institut für Evolutionsbiologie. Wolfgang Junk ging 2007 in den Ruhestand, die Arbeitsgruppe Tropenökologie wurde aufgelöst. 2008 nahm die selbständige Emmy-Noether Nachwuchsgruppe (DFG) „Evolutionary Dynamics“ unter der Leitung von Arne Traulsen ihre Arbeit auf. 2009 wurde John Baines als gemeinsamer Professor der Universität Kiel und des MPI im Rahmen des Exzellenzclusters „Inflammation at Interfaces“ berufen. 2010 nahmen die Max-Planck Forschungsgruppe „Experimental Evolution“ unter der Leitung von Duncan Greig ihre Arbeit auf, 2011 folgte eine Emmy-Noether-Nachwuchsgruppe „Dynamiken von Artengemeinschaften“ und 2014 eine Forschungsgruppe „Umwelt-Genomik“ unter der Leitung von Eva Stukenbrock.
Im gleichen Jahr wurde Arne Traulsen zum dritten Direktor am Institut und zum Leiter der Abteilung Evolutionstheorie berufen. 2015 nahm die Max-Planck Forschungsgruppe Verhaltensgenomik unter der Leitung von Miriam Liedvogel ihre Arbeit auf, 2016 startete mit der Gruppe „Biologische Uhren“ von Tobias Kaiser eine weitere Max-Planck Forschungsgruppe.
Ebenfalls Ende 2016 konnte mit Paul Rainey ein neuer Direktor berufen werden. Er leitet die Abteilung „Mikrobielle Populationsbiologie“, die die Nachfolge für die Abteilung von Manfred Milinski antreten ist. Paul Rainey – vorher Professor an der Massey University, Neuseeland – war schon 2011 zum externen wissenschaftlichen Mitglied des Max-Planck-Instituts ernannt worden und seitdem mehrfach für mehrere Monate im Jahr am Institut, um die damalige Forschungsgruppe experimentelle und evolutionäre Genetik zu leiten.

## International Max Planck Research School (IMPRS)
Das Institut ist an der International Max Planck Research School for Evolutionary Biology beteiligt, einem englischsprachigen Doktorandenprogramm. Weitere Partner in der IMPRS sind die Universität Kiel und das  Helmholtz-Zentrum für Ozeanforschung Kiel. Sprecher der IMPRS sind Paul B. Rainey (MPI) und Hinrich Schulenburg (Uni Kiel).

## Exzellenzcluster Precision Medicine in Chronic Inflammation (PMI)
Das Institut ist eine der Trägerinstitutionen des DFG-Exzellenzclusters Precision Medicine in Chronic Inflammation (PMI), der von 2019 bis 2025 im Rahmen der Exzellenzstrategie des Bundes und der Länder gefördert wird. Weitere Trägerinstitutionen sind die Christian-Albrechts-Universität zu Kiel (CAU, Sprecher-Universität), die Universität zu Lübeck, das Universitätsklinikum Schleswig-Holstein (UKSH), das Forschungszentrum Borstel, Leibniz Lungenzentrum, die Muthesius Kunsthochschule Kiel, das Kiel Institut für Weltwirtschaft und das Leibniz-Institut für die Pädagogik der Naturwissenschaften und Mathematik Kiel. Sprecher des Clusters ist Professor Stefan Schreiber (CAU und UKSH).